# Århus Stiftstidende
56°9′0.54″N 10°12′12.36″Ø / 56.1501500°N 10.2034333°Ø
Århus Stiftstidende (i daglig tale Stiften) er et dansk dagblad, der udgives af Jysk Fynske Medier (JFM) i Aarhus og opland, som tæller kommunerne Favrskov, Odder, Skanderborg, Syddjurs og Norddjurs. Politisk har avisen været moderat konservativ, mens dens holdning i dag er uafhængig-borgerlig.[kilde mangler]

## Historie
Avisen udkom første gang 3. januar 1794 som Kongelig allernaadigst privilegerede Aarhuus Stifts Adresse-Contoirs Tidender. Grundlæggeren, bogtrykker Niels Lund, havde allerede i 1787 af Christian 7. fået privilegium til at anlægge et bogtrykkeri og udgive en avis i byen. Avisen fik hjemsted i Mejlgade 48.[kilde mangler] De første år var avisen indholdsmæssigt tynd, men fra begyndelsen af 1800-tallet blev den forbedret og udviklede sig til en førende provinsavis.[kilde mangler] I 1812 overtog Adolf Frederik Elmquist avis og bogtrykkeri, som i 1831 ændrer navn til det nuværende. Sønnen H.F. Elmquist bliver redaktør i 1867, og dennes enke, Karen Elmquist, overtager driften i 1883.[kilde mangler] I 1900 flyttede avisen til Skolegade 7.[kilde mangler] I 1904 købte redaktør Th. Funch Thomsen (1859-1923) avisen.[kilde mangler] Under hans ledelse markerer avisen sig som holdningsdannende organ, ligesom stoffet bliver mere alsidigt.[kilde mangler]
I 1915 blev lokalerne i Skolegade for trange, og avisen flyttede til Kannikegade 8-12, vis a vis Bispetorvet og Århus Domkirke.[kilde mangler] Fem år senere udskilles bogtrykkeriet i Aarhus Stiftsbogtrykkerie. Louis Schmidt overtog chefredaktørstolen i 1920.[kilde mangler] I 1937 blev aktieselskabet A/S Aarhus Stiftstidende stiftet med Schmidt som direktør.[kilde mangler] Hans søn, Erik Schmidt, blev direktør for selskabet i 1948 og tillige, efter faderens død i 1952, chefredaktør.[kilde mangler]

## Aarhus' eneste dagblad
I årene efter 2. verdenskrig udkonkurrerer Stiftstidende de øvrige aviser i Aarhus, først Aarhus Venstreblad, der går ind i 1950, dernæst Aarhus Amtstidende, som ophører i 1965 og endelig Demokraten, der udkom for sidste gang i 1974.[kilde mangler] Jyllands-Posten optrappede konkurrencen i 1960'erne, særligt med udgivelsen af ugeaviser. Konkret betød det, at de to aviser kæmper om annoncekronerne. Først i 1976 blev våbenhvile indgået i form af et forlig. Det betyder imidlertid ikke, at Stiftstidende fik en problemfri tilværelse. Publikummet i lokalsamfundene omkring Aarhus og storby-folket i byen havde ikke de samme forventninger til avisen – og det blev stadigt sværere at tilfredsstille begge parter. I 1989 forsøgte avisen sig med en større modernisering, der dog ikke ændrede afgørende på en udvikling, der var præget af faldende oplag.[kilde mangler] Samme år flyttede avisen til et nyopført bladhus i Skejby nord for centrum.[kilde mangler]
I 1994 købte Det Berlingske Officin aktiemajoriteten i Århus Stiftstidende.[kilde mangler] I 1998 fusionerede avisen med Randers Amtsavis, der også omfatter Dagbladet Djursland.[kilde mangler] Aviserne blev omlagt og udkom med fælles lands- og udlandssektion. I 2001 ophørte udgivelsen af Dagbladet Djursland.[kilde mangler] Berlingske havde året forinden øget sin ejerandel, så koncernen ved årtusindskiftet ejede 90 % af selskabet.[kilde mangler] I 2005 flyttede avisen til et nyt bladhus på Banegårdspladsen, i en tilbygning til Aarhus Hovedbanegård.[kilde mangler] I 2007 indgik Århus Stiftstidende i Midtjyske Medier, der blev dannet ved en fusion med De Bergske Blade.[kilde mangler]
Jysk Fynske Medier opkøbte i 2015 Midtjyske Medier med virkning fra 1. januar 2016, hvormed Århus Stiftstidende blev en del af Danmarks næststørste mediehus med blandt andet 13 dagblade og 64 ugeaviser.
Siden 2013 har avisens chefredaktør været Jan Schouby.